# Kačlehy
Kačlehy (en allemand : Gatterschlag) est une commune du district de Jindřichův Hradec, dans la région de Bohême-du-Sud, en République tchèque. Sa population s'élevait à 104 habitants en 2020.

## Géographie
Kačlehy se trouve à 7 km au sud-est du centre de Jindřichův Hradec, à 47 km à l'est-nord-est de České Budějovice et à 118 km au sud-sud-est de Prague.
La commune est limitée par Hospříz au nord-ouest et au nord, par Člunek à l'est, par Číměř au sud et par Horní Pěna à l'ouest.

## Histoire
La première mention écrite du village date de 1399.

## Source
- (cs) Cet article est partiellement ou en totalité issu de l’article de Wikipédia en tchèque intitulé « Kačlehy » (voir la liste des auteurs).